# Zoulikha Nasri
Pour les articles homonymes, voir Nasri.
Zoulikha Nasri, née en 1935 à Oujda et morte le 16 décembre 2015 à Rabat, est une femme politique marocaine. Elle fut conseillère du roi Mohammed VI et directrice déléguée de la Fondation Mohammed V pour la solidarité.

## Biographie

### Parcours universitaire
Après une maîtrise de droit à l'université Mohammed-V de Rabat, Zoulikha Nasri s'inscrit en 1964 à l'école nationale d'administration, elle en sort diplômée en 1967, option finances et économie. Elle s'envole ensuite en France pour préparer un doctorat d'État en droit privé à l'Institut des assurances de Lyon et qu'elle obtient en 1982.

### Parcours professionnel
Zoulikha Nasri intègre le ministère marocain des Finances en tant que fonctionnaire. Elle est nommée en 1994, à la tête de la section marocaine de l'Association internationale de droit des assurances (AIDA).
Elle a été l'une des quatre premières femmes à intégrer le gouvernement marocain en 1997. À la même date, elle est nommée Secrétaire d'État auprès du ministre des Affaires sociales, chargée de l'Entraide nationale dans le gouvernement Filali III.
En 1998, elle rejoint le cabinet royal, en tant que conseillère de Hassan II.
En 1999, elle participe à la création de la Fondation Mohammed V pour la solidarité, dont elle est nommée directrice déléguée, et où elle établit un projet nommé « Dar Taliba » : il s'agit de pensionnats construits dans le Maroc rural, pour scolariser les filles.
En 2000, elle est à nouveau appelée à rejoindre le cabinet royal, mais cette fois en tant que conseillère du roi Mohamed VI.
En 2002, elle est nommée présidente de la Fondation Mohamed VI pour la réinsertion des détenus.
Après la mort de Abdelaziz Meziane Belfkih en 2010, Zoulikha Nasri prend en charge les dossiers du défunt: il s’agissait du projet du TGV et de la scolarisation.[Quoi ?]

### Décès
Zoulikha Nasri meurt le 16 décembre 2015 à Rabat, des suites d'un accident vasculaire cérébral.